# Sud-Ouest africain allemand
 (septembre 2022).
Si vous disposez d'ouvrages ou d'articles de référence ou si vous connaissez des sites web de qualité traitant du thème abordé ici, merci de compléter l'article en donnant les références utiles à sa vérifiabilité et en les liant à la section « Notes et références ».
1884–1915
Entités suivantes :
- Sud-Ouest africain

Le Sud-Ouest africain allemand ou Afrique allemande du Sud-Ouest (en allemand : Deutsch-Südwestafrika, DSWA) est une colonie allemande, entre 1884 et 1915, correspondant au territoire de l’actuelle Namibie.
En 1915, le territoire du Sud-Ouest africain passe sous le contrôle de l'Union d'Afrique du Sud qui reçoit de la SDN en 1920 un mandat pour le gérer.
Aujourd'hui[Quand ?], 25 000 Blancs de Namibie revendiquent encore leurs origines allemandes et entretiennent l'histoire du Sud-Ouest Africain allemand, notamment à Swakopmund et Lüderitz.

## Chronologie
(septembre 2013).
- 10 avril 1883 : Mandaté par un commerçant allemand nommé Adolf Lüderitz, Henrich Vogelsang et des explorateurs débarquent dans la baie d'Angra Pequeña, dans le Sud-Ouest Africain, avec une cargaison de maisons préfabriquées, de chars à bœufs et de provisions. Trois semaines plus tard, le chef nama Joseph Frederiks II cède à Vogelsang toute la baie pour 100 livres sterling et 200 fusils.
- 24 avril 1884 :  À la demande de Lüderitz, la baie (rebaptisée baie de Luderitz) est placée sous la protection de l'Empire allemand. Lors de la conférence de Berlin sur le partage de l'Afrique, tout le territoire entre le fleuve Cunene et le fleuve Orange est placé sous protectorat allemand. La proclamation est faite sur place par l'explorateur allemand Gustav Nachtigal qui, investi de la fonction de commissaire du Reich, signe le premier traité de protection avec Joseph Frederiks II. Seul le port de Walvis Bay reste aux mains des Britanniques.
- 1885 : Avec deux assistants et sans armée, le nouveau commissaire du Reich, Heinrich Göring, représente l'ordre prussien dans l'embryon de colonie dont la capitale est fixée à Otjimbingwe.
- 1886 : La frontière tracée entre la colonie portugaise d'Angola et le Sud-Ouest Africain allemand coupe en deux le territoire Ovambo.
- 1889 : À la tête d'un contingent militaire de vingt et un soldats allemands, le capitaine Curt von François débarque dans le Sud-Ouest à Walvis Bay où il retrouve le haut commissaire allemand, Heinrich Göring, qui avait dû se résoudre à se placer sous la protection britannique. Curt von François entreprend de marquer la présence militaire allemande sur la région. Le chef des Hereros, Samuel Maharero, entreprend une politique de collaboration renforcée avec les troupes coloniales et cède une partie de ses terres en échange de produits européens.
- 1890 : La région de la Bande de Caprivi est intégrée au Sud-Ouest Africain allemand, permettant un accès au fleuve Zambèze et aux colonies orientales. La frontière Est de la colonie avec le Bechuanaland britannique est également fixée.
  - 18 octobre 1890 : Construction d'un fort (Alte Feste), destiné à être le quartier général des forces coloniales du Reich à Winterhoek, germanisé en  Windhuk, qui devient l'année suivante le centre administratif de la colonie.

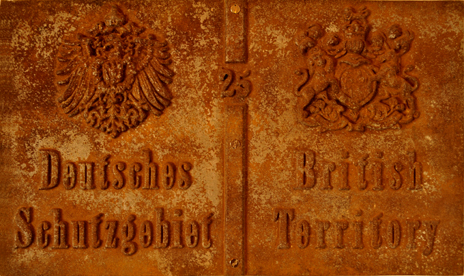
Borne de l'ancienne frontière : Protectorat allemand - Territoire britannique.

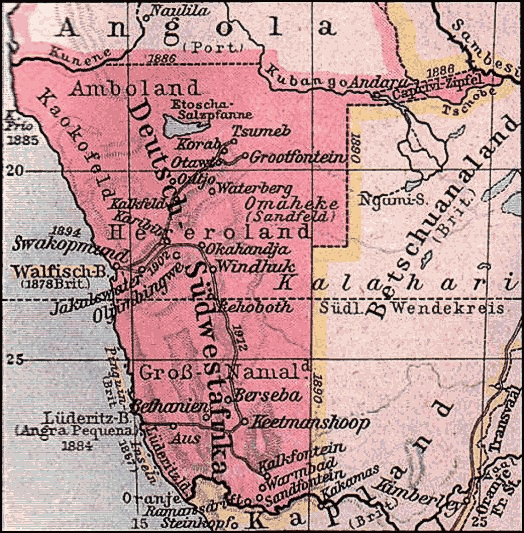
Carte du Sud-Ouest africain allemand.

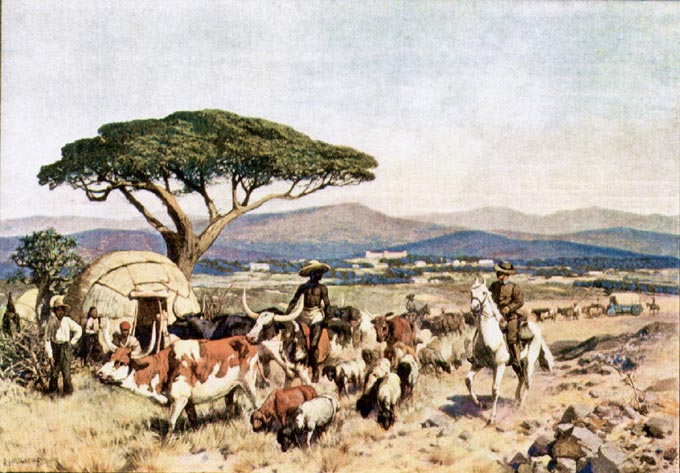
Peinture représentant la rencontre entre les convois de colons et les bergers.

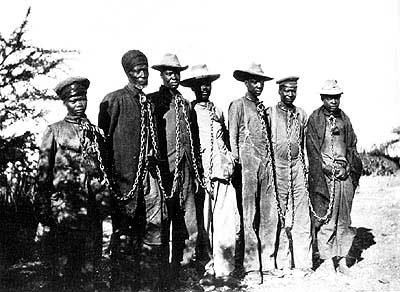
Hereros enchaînés vers 1904.

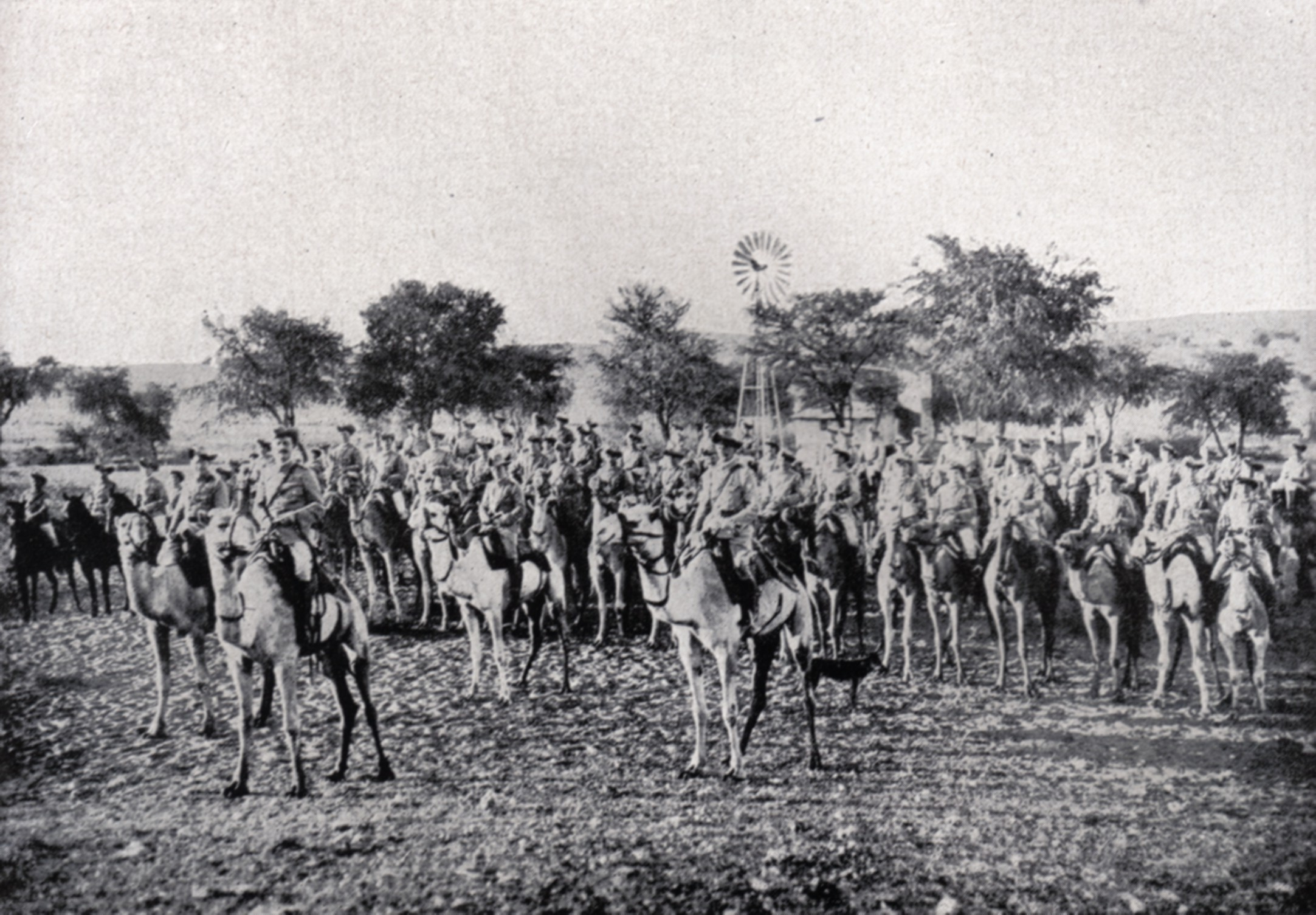
Une compagnie de l'armée allemande dans le Sud-Ouest africain en 1905.

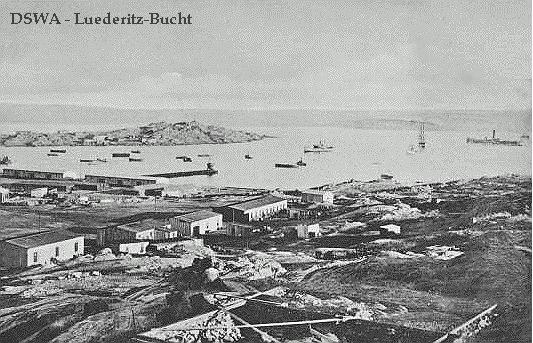
Lüderitz en 1905.

- 1892 : Fondation du port de Swakopmund par von François afin d'affranchir la colonie de sa dépendance vis-à-vis de Walvis Bay.
- 1893 : Résistances des Namas commandés par Hendrik Witbooi qui refusent de se mettre sous la protection allemande. Les troupes coloniales attaquent la capitale des Namas où ils massacrent soixante-dix femmes et enfants.
- 1894: Le major Theodor Leutwein, successeur de von François, parvient à convaincre Hendrik Witbooi de se placer sous la suzeraineté allemande. Les Namas de Witbooi deviennent alors d'efficaces auxiliaires de l'armée coloniale et participent à la répression contre le soulèvement des clans rivaux, remplaçant dans ce rôle les Hereros, exaspérés par l'affranchissement de leurs serfs Damaras par les autorités coloniales.
- 1897: Établissement d'un poste militaire à Namutoni en pays ovambo. Les premières réserves indigènes sont fixées pour les Namas, puis en 1903 pour les Hereros.
- 1903: Révolte des Khoi et des tribus hereros contre les colons et l'administration allemande.
- 10 janvier 1904 : Début du soulèvement herero commandé par le chef Samuel Maharero. Witbooi se joint aux insurgés et mène une guerre d'embuscade. Disposant de six mille fusils, ils sabotent les voies de chemin de fer et incendient les fermes. Près de soixante colons allemands sont tués puis encore cent vingt-trois civils allemands. Le 11 juin 1904, le lieutenant-général Lothar von Trotha, nommé commandant en chef des troupes de la colonie allemande du Sud-Ouest Africain, débarque dans la possession du Reich avec pour mission d'en finir avec la révolte des Hereros.
- 11 août 1904 : Bataille de Waterberg. Victoire décisive contre les guerriers Hereros du chef Samuel Maharero. En les encerclant de trois côtés, Lothar von Trotha ne laissait aux Hereros qu'une seule issue pour fuir : le désert du Kalahari. Alors que ces derniers essayent d'y trouver refuge, von Trotha fait empoisonner les points d'eau, dresser des postes de garde à intervalles réguliers et signe un ordre  (Vernichtungsbefehl) de tirer sans sommation à la vue de chaque Herero, qu'il soit homme, femme ou enfant. Des milliers d'Hereros meurent alors de soif dans le désert. La population Herero estimée à 80 000 âmes avant le début de la guerre était réduite à 15 000 individus en 1911 (80 % de la population aurait donc été exterminée).
- 29 octobre 1905 : Hendrik Witbooi est tué lors de l'attaque d'un convoi à Vaalgras.
- 1908 : Fin des révoltes héréros. Le gouverneur Friedrich von Lindequist, qui a obtenu le statut de protectorat allemand pour le sud-ouest africain, est amené à réprimer brutalement les révoltes Namas dont il envisage la déportation vers les îles Samoa. La même année, les premiers diamants sont découverts par Emil Kreplin dans la baie de Lüderitz.
- 1914 : les colons allemands, au nombre de 13 000, représentent 83 % de la population blanche (qui dénombre un total de 15 700 individus). Le territoire compte approximativement également 60 000 Ovambos, 10 000 Namas et une vingtaine de milliers d'Hereros.
  - 26 août 1914 : Bataille de Sandfontein opposant les troupes allemandes aux troupes sud-africaines
  - 18 décembre : Combat de Naulila entre troupes allemandes et portugaises.
  - 25 et 26 avril 1915 : Bataille de Gibeon où les troupes sud-africaines du brigadier-général sir Duncan Mackenzie remportent une victoire décisive contre l'armée allemande du « Südwest » qui perd le quart de ses effectifs et toute son artillerie.
  - 9 juillet 1915 : Défaite ultime de l'armée du Reich par le corps expéditionnaire britannico-sud-africain. Le gouverneur allemand Theodor Seitz et Franke, le commandant en chef, capitulent avec 4 740 soldats. Le général et ministre sud-africain Jan Smuts est nommé à la tête du corps expéditionnaire pour administrer la colonie. 1 552 soldats allemands sont retenus prisonniers à Aus.
- 6 février 1917 : Soumission du dernier royaume Ovambo indépendant à l'autorité militaire sud-africaine.
- 1919 : Lors de la signature du traité de Versailles, l'Allemagne renonce définitivement à ses colonies. Le Sud-Ouest Africain allemand a vécu.